# 追塩千尋
追塩 千尋（おいしお ちひろ、1949年4月6日 - ）は、日本の歴史学者。元北海学園大学教授。博士（文学）（北海道大学・1996年）（学位論文「中世の南都仏教」）。

## 来歴
1949年（昭和24年）4月、北海道小樽市に生まれる。
1968年（昭和43年）3月、北海道札幌東高等学校を卒業。1972年（昭和47年）3月、北海道教育大学教育学部を卒業（札幌分校・小学校教員養成課程）。1979年（昭和54年）3月、北海道大学大学院文学研究科日本史学専攻博士課程単位取得満期退学。
1980年（昭和55年）、北海道大学文学部助手となる。1985年（昭和60年）、北海道教育大学釧路分校助手となる。1986年（昭和61年）、同校講師として務める。1989年（平成2年）、同校助教授となる。
1998年（平成10年）、同校教授として務める。1999年（平成11年）3月、北海道教育大学釧路校 退任、同年4月、北海学園大学人文学部教授（大学院文学研究科兼務）となる。
2007年（平成19年）4月、同校人文学部長（～2010年3月）として務める。
2012年（平成24年）4月、同校大学大学院文学研究科長となる。
2020年（令和2年）4月、北海学園大学 退任。

## 専攻
- 平安時代・鎌倉時代の南都仏教史
- 国分寺史
- 説話と仏教

## 著書
- 『中世の南都仏教』（吉川弘文館、1995年）オンデマンド版 2023年　ISBN 9784642727440
- 『国分寺の中世的展開』（吉川弘文館、1996年）オンデマンド版　2023年　ISBN 9784642727532
- 『日本中世の説話と仏教』（日本史研究叢刊：和泉書院、1999年）
- 『中世南都の僧侶と寺院』（吉川弘文館、2006年）オンデマンド版　2023年　　ISBN 9784642728560
- 『中世南都仏教の展開』（吉川弘文館、2011年）オンデマンド版　2023年　ISBN 9784642729017
- 『中世説話の宗教世界』（日本史研究叢刊：和泉書院、2013年）